# 立石流四間飛車
| 9  | 8  | 7  | 6  | 5  | 4  | 3  | 2  | 1  |    |
| 香 | 桂 |    |    |    | 金 |    | 桂 | 香 | 一 |
|    | 飛 |    | 銀 | 金 |    | 王 | 角 |    | 二 |
|    |    | 歩 | 歩 | 銀 | 歩 |    | 歩 |    | 三 |
| 歩 | 歩 |    |    | 歩 |    | 歩 |    | 歩 | 四 |
|    |    | 歩 | 歩 |    |    |    |    |    | 五 |
| 歩 |    |    |    |    |    |    |    | 歩 | 六 |
|    | 歩 |    |    | 歩 | 歩 | 歩 | 歩 |    | 七 |
|    | 角 | 金 | 飛 |    |    | 銀 | 玉 |    | 八 |
| 香 | 桂 | 銀 |    |    | 金 |    | 桂 | 香 | 九 |

立石流四間飛車（たていしりゅうしけんびしゃ）は将棋の戦法の一つ。単に立石流とも称される。四間飛車の一手法。
アマチュア強豪の立石勝己（2016年5月に71歳で逝去）が考案し、その後にプロ棋界でも指されるようになるという珍しい経緯で広まったとされる。立石はこの戦法の考案により、第31回（2004年）将棋大賞の升田幸三賞特別賞を受賞している
。

## 内容
先手番から見て▲6八飛と四間飛車に振り、▲7五歩・▲6五歩と位をとる。それから飛車が▲6六飛 - ▲7六飛と移動し、最終的には石田流に落ち着くことが多い。
序盤から大駒が大きく働くが、いつでも角交換されるため、それに備えて立石流側は自陣の金銀が分裂する。それでも居飛車側の陣形の金銀が一方に偏っていることが多い（特に居飛車穴熊を志向している場合）ため、居飛車側の陣形が整わない隙に飛車交換に持ち込めば互角以上の勝負となる。
居飛車穴熊対策として注目され、多くの振り飛車党の棋士に愛好された。特に「スーパー四間飛車」で知られた小林健二は自己の研究を加え「スーパー立石流」と称し、1995年の早指し選手権で優勝を果たすという結果を残した。
一段金のままで駒組みを進めるなど、居飛車側の対策が進んだため、プロ棋界では立石流がみられることは次第に稀となっていった。

## 参考資料
- 勝又清和著、週刊将棋編『消えた戦法の謎』（毎日コミュニケーションズ、1995年）99頁